# 贵阳柿
贵阳柿（学名：Diospyros esquirolii）为柿科柿属下的一个种。

## 扩展阅读
- 維基物種上的相關：贵阳柿